# フェリー4世 (ロレーヌ公)

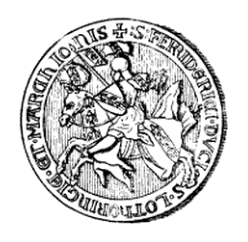
フェリー4世のシール

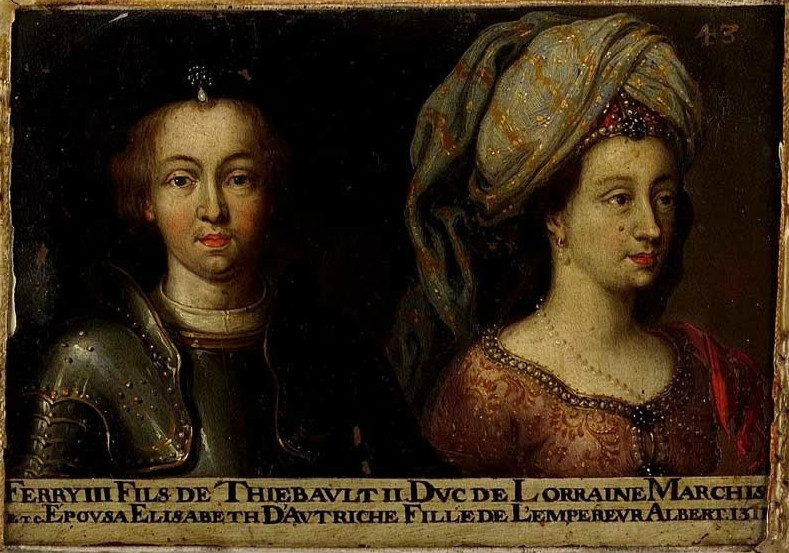
フェリー4世と妃エリーザベト・フォン・エスターライヒ

フェリー4世（フランス語：Ferry IV, 1282年4月15日 - 1328年8月23日）は、ロレーヌ公（在位：1312年 - 1328年）。戦闘公（le lutteur）とよばれる。

## 生涯
フェリー4世はロレーヌ公ティボー2世とイザベル・ド・ルミニーの息子としてゴンドルヴィルで生まれた。
1314年10月18日、フランクフルトの議会において、神聖ローマ帝国の選帝侯らはハプスブルク家のオーストリア公フリードリヒ3世、あるいはヴィッテルスバッハ家のルートヴィヒ4世のいずれかを神聖ローマ皇帝ハインリヒ7世の後継者として選ぶことができなかった。フェリー4世はドイツ王アルブレヒト1世の娘エリーザベトとの結婚により、フリードリヒ3世の義理の弟となり、フリードリヒ3世の支持者の一人となった。1322年9月28日、ミュールドルフの戦いでフェリー4世とフリードリヒ3世は捕虜となった。これはフランス王シャルル4世にとってロレーヌとフランスの関係を強化する機会となり、ロレーヌが神聖ローマ帝国に干渉しないという約束を交わした後、すぐにフェリー4世の釈放を取り付けた。
1324年、フェリー4世はイングランド王エドワード2世に対するアキテーヌ遠征に参加した。シャルル4世はエドワード2世の獲得した領土に要塞を建設し、ヒュー・ル・ディスペンサーとその息子ヒュー若卿がシャルル4世の妹でエドワード2世の王妃であるイザベラを投獄した後に、イングランドの領土に対して叔父のヴァロワ伯シャルルを派遣していた。フェリー4世は1325年と1326年のメス戦争に参加した。1328年にフランス王フィリップ6世の軍に加わり、カッセルの戦いにおいて戦死した。

## 結婚と子女
1304 年、フェリー4世はオーストリア公アルブレヒト1世の娘エリーザベト（1285年 - 1352年）と結婚した。2人の間には以下の子女が生まれた。
- ラウル（1320年 - 1346年）[4] - ロレーヌ公
- マルグリット - オブリーヴ領主ジャン・ド・シャロン（1350年没）と結婚、フライブルク伯コンラートと結婚、ラッポルトシュタイン領主ウルリヒ（1377年没）と結婚
- 早世した4子